# Shaka Hislop
Shaka Hislop (* 22. února 1969) je bývalý trinidadsko-tobažský fotbalový brankář původem z Anglie, naposledy hrající za americký klub FC Dallas. Je účastníkem fotbalového MS 2006 v Německu.